# Gabriel Hernández, Mexiko
Gabriel Hernández är en ort i Mexiko.   Den ligger i kommunen Nombre de Dios och delstaten Durango, i den centrala delen av landet, 700 km nordväst om huvudstaden Mexico City. Gabriel Hernández ligger 1 889 meter över havet och antalet invånare är 1 256.
Terrängen runt Gabriel Hernández är huvudsakligen platt, men österut är den kuperad. Runt Gabriel Hernández är det ganska tätbefolkat, med 83 invånare per kvadratkilometer. Närmaste större samhälle är Vicente Guerrero, 9,5 km söder om Gabriel Hernández. Trakten runt Gabriel Hernández består i huvudsak av gräsmarker.